# Higashi-Matsushima
Higashi-Matsushima (東松島市?) è una città giapponese della prefettura di Miyagi.
È stata fondata nel 2005 quando le città di Naruse e Yamoto si sono fuse assieme.